# FK Kroemovgrad

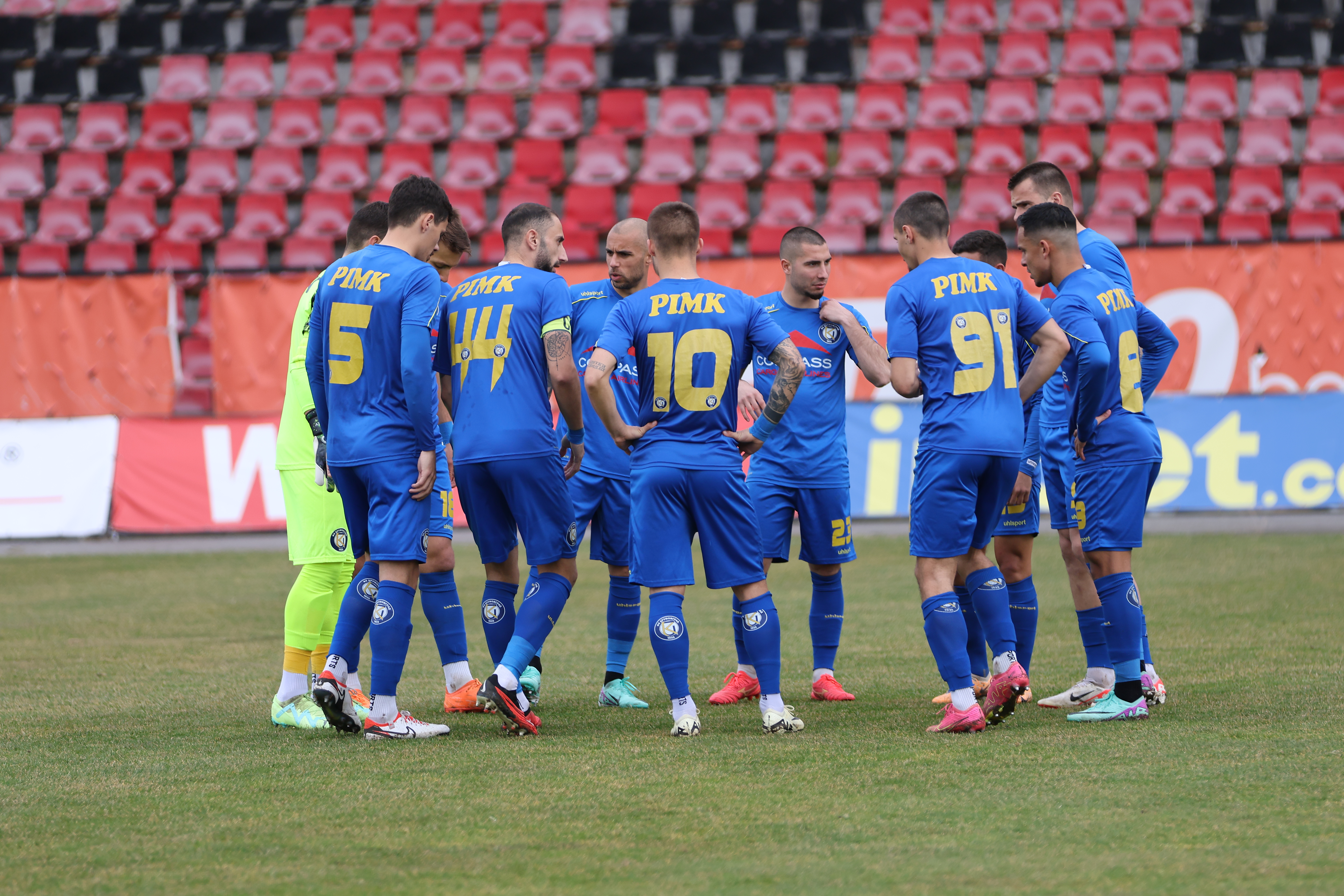

FK Kroemovgrad (Bulgaars: Футболен клуб Крумовград) is een Bulgaarse voetbalclub uit Kroemovgrad.

## Geschiedenis
De club werd opgericht in 1925 als Levski Kroemovgrad. De club speelde voornamelijk in regionale reeksen. Nadat de club verdwenen was werd deze heropgericht in 2005. In 2021 promoveerde de club naar de derde klasse en wijzigde de naam in FK Kroemovgrad. De club dwong in 2022 voor de eerste keer in de geschiedenis de promotie naar de tweede klasse af en na een derde plaats in 2023 promoveerde de club voor de derde keer op rij en zo speelt de club in 2023/24 in de hoogste klasse. Omdat het stadion van de club niet aan de eisen voor hoogste klasse voldoet speelt de club thuiswedstrijden in het Botev-stadion in Plovdiv.

## Eindklasseringen vanaf 2013
| 2 |

| ? |

| 4 |

| 2 |

| 7 |

| 6 |

| 6 |

| 3 |

| 5 |

| 1 |

| 3 |

| 6 |

| 15 |

| Parva Liga/A Grupa | Vtora Liga/B Grupa | Treta Liga/V AFG | A OFG Regionaal |

Arda Kardzjali ·
FK Kroemovgrad ·
Loedogorets ·   
Botev Plovdiv ·
Lokomotiv Plovdiv · 
Hebar Pazardzjik ·
Lokomotiv Sofia · 
CSKA 1948 Sofia · 
CSKA Sofia ·
Levski Sofia · 
Septemvri Sofia ·   
Slavia Sofia · 
Beroe Stara Zagora · 
Botev Vratsa · 
Spartak Varna · 
Tsjerno More Varna